# Christophe Bertschy
Pour l’article ayant un titre homophone, voir Christoph Bertschy.
Pour les articles homonymes, voir Bertschy.
 (décembre 2018).

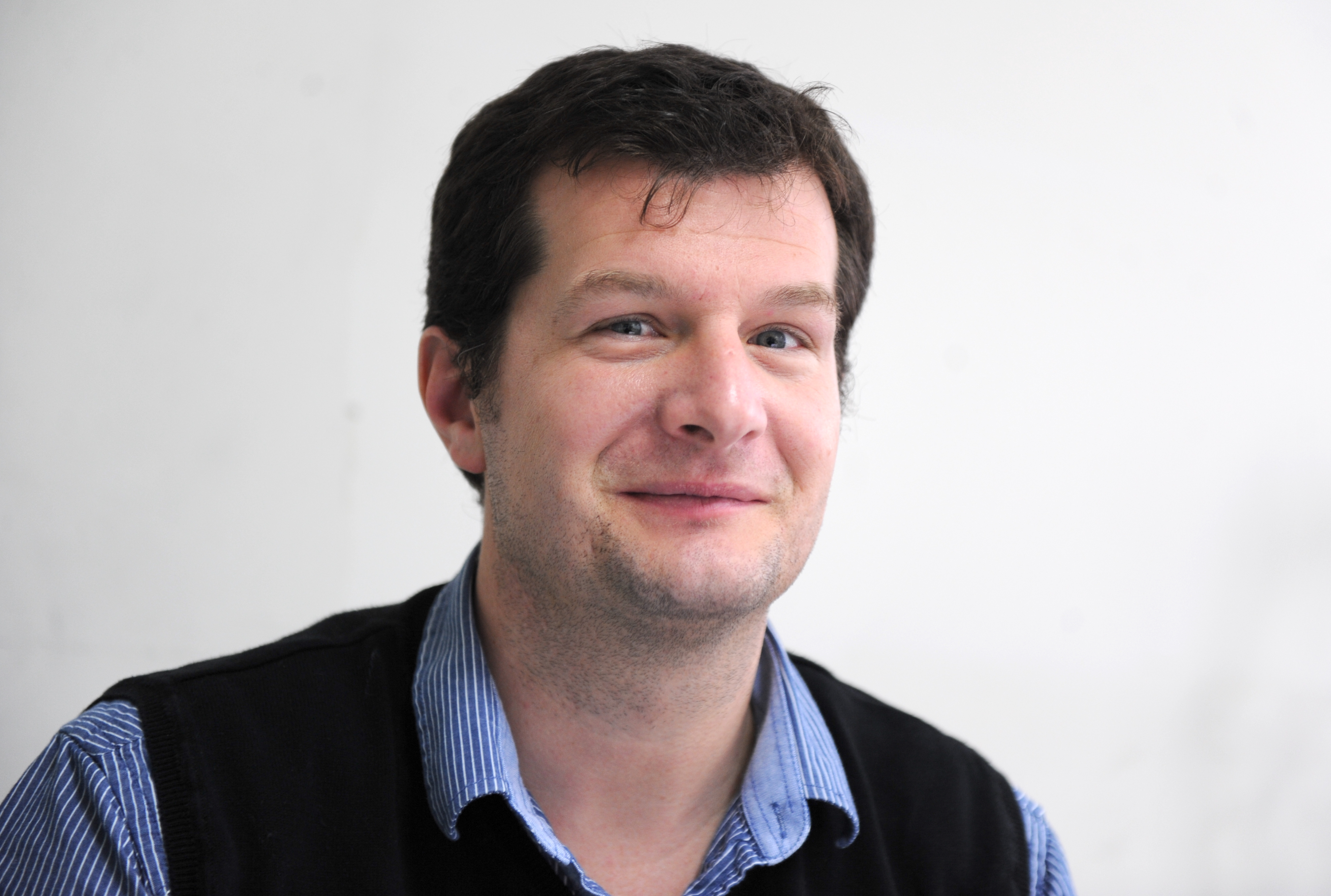
Christophe Bertschy, le 05 janvier 2011 à Paris.

Christophe Bertschy (né le 7 octobre 1970 à l'Hôpital Saint-Loup, à Pompaples) est un graphiste suisse de bande dessinée.

## Biographie
Après des études secondaires terminées à Cossonay, il étudie une année aux Arts appliqués de Vevey, puis suit quatre ans d'apprentissage de graphiste à Lausanne. Il est engagé ensuite pendant huit ans comme graphiste chez Philip Morris avant de se consacrer à la bande dessinée à plein temps.
En octobre 2000 paraît le premier album de son personnage Smax dans le mini-journal Tchô ! (inséré dans la bande dessinée Titeuf), et qui a fait l'objet de cinq albums chez Glénat. Le 11 février 2001, l'un de ses personnages appelé Nelson apparaît dans le quotidien romand Le Matin.

## Publications
- Smax, Glénat :

1. La Guerre des boutons, 2000
2. La Folie des glandeurs, 2001
3. Zéro zéro Smax, 2002
4. L’Été meurtrier, 2003
5. Smackass, 2005

- Nelson, Dupuis

1. Diablotin à domicile, 2004
2. Catastrophe naturelle, 2004
3. Calamité à plein temps, 2005
4. Démon de midi, 2006
5. Super casse-pieds, 2006
6. Crapule king size, 2007
7. Tête à claques, 2008
8. Né pour nuire, 2009
9. Fainéant génétique, 2010
10. Cyclone Destroy, 2011
11. Fléau sans frontière, 2011
12. Forcément coupable, 2012
13. Mini cataclysme, 2013
14. Définitivement nuisible, 2014
15. Exécrable par nature, 2015
16. Déplorable surprise, 2016
17. Cancre intergalactique, 2017
18. Crétin des Alpes, 2018
19. Petit sinistre, 2018
20. Prince des desserts, 2019
21. Dispensable andouille, 2019
22. Super furax, 2020
23. Totalement ingérable, 2021
24. Poil à gratter au paprika, 2022
25. Mauvaise graine, 2023
26. Signature diabolique, 2024
27. Merguez orbitale, 2025

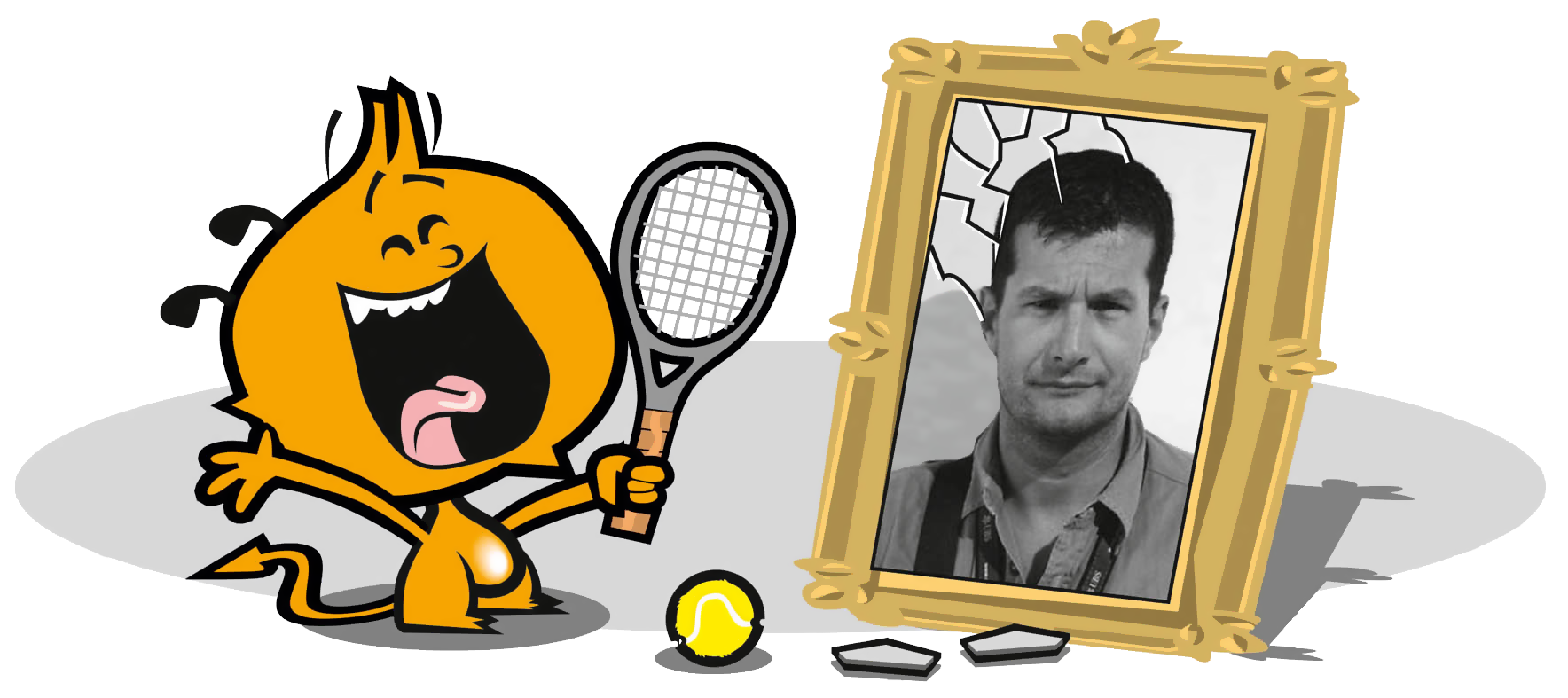
Christophe Bertschy et Nelson, une de ses créations

- « Pampairs - safety instructions », dans SOS-Aircraft, La Joie de lire, 2007
- The Swiss Toon Show, Kick Rush, 2008
- Les MiniPeople Suisses, Kick Rush

1. Saison 1 + 2, 2014
2. Saison 3, 2014
3. Saison 4, 2015
4. Saison 5, sortie octobre 2016

- Hors série MiniPeople, Kick Rush

1. Special Swiss Tennis, 2016
2. Special Swiss Hockey, sortie septembre 2017

- Le feu au lac volume 1 et 2.

## Récompenses
- 1999 : premier prix « Nouveaux Talents » au festival de BD de Sierre[1]